# Lisbeth Werner
Lisbeth Werner és el pseudònim de dos escriptors danesos, Carlo Andersen (1904-1970) i Knud Meister (1931-1989) que van escriure nombrosos llibres juvenils, com la sèrie d'aventures de l'adolescent PUCK (1952), i la sèrie JAN.
Knud Meiste va ser un periodista danès i autor de novel·les per a joves.Sota el pseudònim de Thomas Ketchup, va publicar la seva primera novel·la policial el 1941; n'escriurà set més abans de dedicar-se a escriure sèries per a joves en col·laboració amb Carlo Andersen. Així, l'any 1942 va aparèixer el primer volum de la sèrie per a nois adolescents, Yann (Jan en versió original). Un gran èxit a Dinamarca, es van escriure 81 novel·les entre 1942 i 19645. Sota el pseudònim A. B. Caroll, és autor d'una altra sèrie per a noies: Tina (Teena en versió original), publicada a Dinamarca del 1956 al 1960.
Carlo Andersen, va ser un escriptor danès. Va començar la seva carrera literària l'any 1938 amb la publicació d'una novel·la policial, Kriegstestamentant (literalment: Testament de guerra), que va guanyar un premi en un concurs de novel·la policial escandinava. Va ser el 1942 quan va començar la seva llarga col·laboració amb Knud Meister, que va durar fins a la mort d'aquest el 1970. Carlo Andersen va continuar escrivint diversos volums addicionals a la sèrie Yann pel seu compte.
L'editorial Toray va publicar 29 títols de la sèrie PUCK els anys setanta i vuitanta, amb edicions en català i castellà. Posteriorment l'editorial Molino del grup RBA ha editat alguns títols de PUCK.